# Danh sách cầu thủ tham dự Cúp bóng đá châu Á 1972
Đây là các đội hình tham dự Cúp bóng đá châu Á 1972 diễn ra ở Thái Lan.

## Thái Lan
Huấn luyện viên:
| Số | VT | Cầu thủ              | Ngày sinh (tuổi) | Trận | Bàn | Câu lạc bộ |
| -- | -- | -------------------- | ---------------- | ---- | --- | ---------- |
|    | TM | Masarawatt           |                  |      |     |            |
|    |    | Champool             |                  |      |     |            |
|    | HV | Narong Sangkasuwan   |                  |      |     |            |
|    | HV | Chirawat Pimpawatin  |                  |      |     |            |
|    |    | Supakit Meelarpkit   |                  |      |     |            |
|    |    | Polop                |                  |      |     |            |
|    | TV | Chatchai Paholpat    |                  |      |     |            |
|    |    | Ich Narding          |                  |      |     |            |
|    |    | Watana Ni            |                  |      |     |            |
|    |    | Prapon Tantariyanond |                  |      |     |            |
|    |    | Prerit               |                  |      |     |            |
|    |    | Pricha               |                  |      |     |            |

## Iran
Huấn luyện viên:  Mohammad Ranjbar
| Số | VT | Cầu thủ                 | Ngày sinh (tuổi)            | Trận | Bàn | Câu lạc bộ |
| -- | -- | ----------------------- | --------------------------- | ---- | --- | ---------- |
|    | TM | Bahram Mavaddat         | 30 January 1950 (aged 22)   |      |     | Paykan     |
|    | TM | Nasser Hejazi           | 14 December 1949 (aged 23)  |      |     | Taj        |
|    | HV | Jafar Kashani           | 21 March 1944 (aged 28)     |      |     | Perspolis  |
|    | HV | Mostafa Arab            | 13 August 1941 (aged 31)    |      |     | Oghab      |
|    | HV | Ebrahim Ashtiani        | 4 January 1942 (aged 30)    |      |     | Perspolis  |
|    | HV | Akbar Kargarjam         | 26 December 1944 (aged 28)  |      |     | Taj        |
|    | HV | Parviz Ghelichkhani     | 4 December 1945 (aged 27)   |      |     | Oghab      |
|    | HV | Mehdi Monajati          | 29 June 1947 (aged 25)      |      |     | Pas        |
|    | HV | Javad Ghorab            | 30 July 1949 (aged 23)      |      |     | Taj        |
|    | HV | Majid Halvaei           | 7 February 1948 (aged 24)   |      |     | Pas        |
|    | TV | Ali Parvin              | 25 September 1946 (aged 26) |      |     | Perspolis  |
|    | TV | Ali Jabbari             | 20 July 1946 (aged 26)      |      |     | Taj        |
|    | TĐ | Asghar Sharafi          | 22 December 1942 (aged 30)  |      |     | Pas        |
|    | TĐ | Gholam Hossein Mazloumi | 13 January 1950 (aged 22)   |      |     | Taj        |
|    | TĐ | Homayoun Behzadi        | 20 June 1942 (aged 30)      |      |     | Perspolis  |
| 13 | TĐ | Hossein Kalani          | 23 January 1945 (aged 27)   |      |     | Perspolis  |
|    | TĐ | Safar Iranpak           | 23 December 1946 (aged 26)  |      |     | Perspolis  |

## Kuwait
Huấn luyện viên:  Ljubiša Broćić
| Số | VT | Cầu thủ          | Ngày sinh (tuổi) | Trận | Bàn | Câu lạc bộ |
| -- | -- | ---------------- | ---------------- | ---- | --- | ---------- |
|    | TM |                  |                  |      |     |            |
|    | HV | Ibrahim Duraiham |                  |      |     | Kuwait SC  |
|    | HV |                  |                  |      |     |            |
|    | HV |                  |                  |      |     |            |
|    | HV |                  |                  |      |     |            |
|    | HV |                  |                  |      |     |            |
|    | TV |                  |                  |      |     |            |
|    | TV |                  |                  |      |     |            |
|    | TV |                  |                  |      |     |            |
|    |    | Jawad Khalaf     |                  |      |     | Al-Yarmouk |
|    |    | Fayez Marzouq    |                  |      |     | Al-Yarmouk |
|    |    | Mohammad Sultan  |                  |      |     | Kuwait SC  |
|    | TĐ |                  |                  |      |     |            |
|    | TĐ |                  |                  |      |     |            |
|    | TĐ |                  |                  |      |     |            |

## Iraq
Huấn luyện viên:  Abdelilah Mohammed Hassan
| Số | VT | Cầu thủ          | Ngày sinh (tuổi) | Trận | Bàn | Câu lạc bộ |
| -- | -- | ---------------- | ---------------- | ---- | --- | ---------- |
|    | TM | Sattar Khalaf    |                  |      |     |            |
|    | HV | Mujbil Fartoos   |                  |      |     |            |
|    |    | Majeed Ali       |                  |      |     |            |
|    |    | Sahib Khazaal    |                  |      |     |            |
|    |    | Obaid Khadim     |                  |      |     |            |
| 12 | HV | Douglas Aziz     |                  |      |     | Al-Shorta  |
|    |    | Jamil Khazaal    |                  |      |     |            |
|    |    | Sabah Hatem      |                  |      |     |            |
|    |    | Shidrak Yousif   |                  |      |     |            |
|    |    | Emanuel Yousif   |                  |      |     |            |
| 8  | TĐ | Falah Hassan     |                  |      |     | Al-Zawraa  |
| 15 | TĐ | Ali Kadhim       |                  |      |     | Al-Zawraa  |
| 11 | TĐ | Thamer Yousif    |                  |      |     | Al-Zawraa  |
|    |    | Majeed Khudhayer |                  |      |     |            |

## Cộng hòa Khmer
Huấn luyện viên: 
| Số | VT | Cầu thủ         | Ngày sinh (tuổi) | Trận | Bàn | Câu lạc bộ |
| -- | -- | --------------- | ---------------- | ---- | --- | ---------- |
|    | TM | Lim Sac         |                  |      |     |            |
|    |    | Loris Sarakhan  |                  |      |     |            |
|    |    | Hik Sarim       |                  |      |     |            |
|    |    | Tol Kimchyiu    |                  |      |     |            |
|    |    | Sok Ron         |                  |      |     |            |
|    |    | Sliman Salim    |                  |      |     |            |
|    |    | Tes Sean        |                  |      |     |            |
|    |    | Du Gog Miladord |                  |      |     |            |
|    |    | Doeur Sokhom    |                  |      |     |            |
|    |    | Sok Sun Hean    |                  |      |     |            |
|    |    | Sea Cheng Eang  |                  |      |     |            |
|    |    | Nihim Sokol     |                  |      |     |            |
|    |    | Dam Fala        |                  |      |     |            |

## Hàn Quốc
Huấn luyện viên:  Park Byung-Seok
| Số | VT | Cầu thủ         | Ngày sinh (tuổi)            | Trận | Bàn | Câu lạc bộ              |
| -- | -- | --------------- | --------------------------- | ---- | --- | ----------------------- |
| 21 | TM | Kwon Yi-Woon    | 26 tháng 12, 1950 (21 tuổi) |      |     | Land Forces             |
| 1  | TM | Lee Se-Yeon     | 11 tháng 7, 1945 (26 tuổi)  |      |     | Trust Bank              |
| 2  | HV | Park Young-Tae  | 12 tháng 11, 1948 (23 tuổi) |      |     | Korea Tungsten          |
| 3  | HV | Kim Ho          | 24 tháng 11, 1944 (27 tuổi) |      |     | Commercial Bank         |
| 6  | TV | Ko Jae-Wook     | 9 tháng 4, 1951 (21 tuổi)   |      |     | Korea University        |
| 4  | TV | Lee Cha-Man     | 30 tháng 9, 1950 (21 tuổi)  |      |     | Korea University        |
| 7  | TV | Chung Ho-Seon   | 10 tháng 10, 1949 (22 tuổi) |      |     | Sungkyunkwan University |
| 10 | TĐ | Park Soo-Duk    | 3 tháng 7, 1948 (23 tuổi)   |      |     | Marine Corps            |
| 11 | TĐ | Lee Hoi-Taek    | 11 tháng 10, 1946 (25 tuổi) |      |     | Hanyang University      |
| 12 | TĐ | Kim Jin-Gook    | 14 tháng 9, 1951 (20 tuổi)  |      |     | Kiup Bank               |
| 13 | HV | Kim Kyung-Joong | 28 tháng 12, 1944 (27 tuổi) |      |     | Hanil Bank              |
| 14 | TV | Noh Heung-Sub   | 13 tháng 2, 1947 (25 tuổi)  |      |     | Marine Corps            |
| 15 | TĐ | Park Yi-Chun    | 26 tháng 7, 1947 (24 tuổi)  |      |     | Kookmin Bank            |
| 16 | TV | Hwang Jae-Man   | 24 tháng 1, 1953 (19 tuổi)  |      |     | Korea University        |
| 17 | HV | Kim Ho-Gon      | 26 tháng 3, 1950 (22 tuổi)  |      |     | Yonsei University       |
| 19 | TĐ | Cha Bum Kun     | 22 tháng 5, 1953 (18 tuổi)  |      |     | Korea University        |
|    | HV | Han Sang-Ki     | 1946                        |      |     | Land Forces             |
|    | TV | Lim Tae-Joo     | 21 tháng 7, 1949 (22 tuổi)  |      |     | Land Forces             |
|    | TĐ | Kim In-Kwon     | 16 tháng 2, 1949 (23 tuổi)  |      |     | Land Forces             |
|    | TĐ | Choi Sang-Chul  | 27 tháng 2, 1947 (25 tuổi)  |      |     | Land Forces             |